# Microepidendrum
Microepidendrum é um género botânico pertencente à família das orquídeas (Orchidaceae).